# Seleuș (gmina)
Seleuș – gmina w Rumunii, w okręgu Arad. Obejmuje miejscowości Iermata, Moroda i Seleuș. W 2011 roku liczyła 3044 mieszkańców.